# Samorząd terytorialny w Szwecji
Samorząd terytorialny w Szwecji – struktura samorządu terytorialnego zorganizowana w Królestwie Szwecji.
W Szwecji istnieje bardzo długa tradycja podejmowania decyzji w sprawach lokalnych na szczeblu lokalnym. Za początkową datę dzisiejszego modelu uznaje się 1862 rok. Rząd oddzielił wtedy samorząd świecki od kościelnego oraz przyznał samorządom prawo do nakładania podatków. Artykuł z 1974 roku tzw. Artykuł o Rządzie gwarantował istnienie samorządów. W § 1 Konstytucji jest mowa o samorządzie lokalnym (kommunal självstyrelse) złożonym z gmin (primärkommuner) oraz okręgów (landstingskommuner).  Bardziej szczegółowo sprawy związane z samorządem lokalnym uregulowane są w Ustawie o Samorządzie Lokalnym z 1992 roku. Podstawą struktury państwa są postanowienia § 7 aktu o formie rządu. Mowa jest w nim o unitarnej formie państwa przy dwustopniowym podziale terytorium na okręgi i gminy.

## Historia samorządu terytorialnego Szwecji
Od V w. na terenie Szwecji funkcjonowały osady zarządzane przez lokalnych przywódców. W wyniku rozwoju osad wiejskich i zacieśniania między nimi współpracy, z czasem wykształciły się z nich większe społeczności. Wsie łączyły się w większe skupiska, te w obszary plemienne. Okres wojenno-kupieckich wypraw wikingów między IX a XI wiekiem przyczynił się do rozwoju miast handlowych, tym samym samorządów miejskich. Od XI do XIII w. trwał proces jednoczenia kraju, w którym istotną rolę odegrała dynastia Folków. Mimo prób centralizacji władzy, Szwecja jeszcze przez wiele lat składała się z dzielnic (land, później landskap), posiadających znaczną samodzielność i niezależność od władzy zwierzchniej. W każdej dzielnicy funkcjonowały odrębne instytucje i obowiązywało wewnętrzne prawo.
Władza lokalna była sprawowana poprzez tzw. tingi – wiece z udziałem wszystkich wolnych ludzi. Na zgromadzeniach rozstrzygano miejscowe spory i wymierzano sprawiedliwość. Wiece zwoływano także dla okręgów, na których zbierali się mężczyźni – zwierzchnicy rodzin wchodzących w skład miejscowej społeczności. Każdy okręg z tingiem i przywódcą przypominał państewko, luźno związane z innymi okręgami, dzielnicą i królestwem. Zgodnie z postanowieniami Landlagu z połowy XIV w. prawo do decydowania w istotnych dla danej społeczności sprawach przysługiwało również chłopom.
Napływający do Szwecji od XIV wieku element niemiecki wywarł istotny wpływ na organizację władz miejskich. W miastach wprowadzano regulacje oparte na prawie magdeburskim. Władze miejskie tworzyła rada miejska i ława sądownicza. Zgodnie z regułami prawnymi z połowy XIV w., w miastach zamieszkiwanych przez ludność niemiecką połowę składu rady mieli stanowić Niemcy. W 1319 r., wraz z elekcją Magnusa Erikssona na króla, uchwalono kartę wolności. Ustalono w niej m.in.: elekcyjność tronu, zakaz rozdawania królewszczyzn oraz nakładania podatków bez zgody przedstawicieli stanów.
Istotną rolę w procesie jednoczenia Szwecji i dla rozwoju samorządu lokalnego odegrało chrześcijaństwo. Chrystianizacja tego kraju rozpoczęła się najprawdopodobniej na początku IX wieku. W 1008 r. ochrzczony został pierwszy szwedzki król – Olaf Skötkonung. Walka z pogaństwem trwała aż do XII w. Kościół w Szwecji od początku dysponował realną siłą oraz niezależnością od władzy świeckiej, gwarantowaną licznymi przywilejami, immunitetami oraz nadaniami ziemskimi. Kościół posiadał uprawnienia do nakładania podatków lokalnych, prowadził ewidencję ludności. Granice diecezji przez wiele lat pokrywały się z granicami gmin. Współdziałanie organizacji kościelnej z władzą centralną było istotne, ponieważ prerogatywy królewskie były znacząco ograniczone. Król początkowo nie posiał prawa do ściągania podatków.
Na początku XVI w. Szwecja wkroczyła na drogę dynamicznego rozwoju. Rządzący w latach 1521–1560 Gustaw Waza scentralizował władzę, zreformował podatki i uzależnił Kościół od państwa. W okresie jego rządów miała miejsce reformacja, w wyniku której popularność zyskał luteranizm. Radykalne reformy Gustawa kontynuowane przez jego synów przyniosły rozkwit gospodarczy i wzmocniły pozycję Szwecji, pozwoliło to na skuteczną walkę o dominium Maris Baltici i uzyskanie rangi mocarstwa w XVII wieku. W wyniku reform wzmacniających rządy królewskie zmalała rola władzy lokalnej.
W procesie kształtowania się samorządu terytorialnego istotne były reformy Karola XI. W latach 80. XVII w. przeprowadził on Wielką Redukcję, efektem której była parcelacja ok. 80% majątków szlacheckich. Położyła ona kres dążeniom szlachty do przekształcenia wolnych chłopów płacących tylko podatki w feudalnie zależnych poddanych. Umożliwiła im nabycie na własność posiadanego gospodarstwa. Poprawa pozycji chłopów skutkowała rozwojem wiejskich samorządów lokalnych.
Po pokoju w Nystad w 1721 r. władza królewska znów została osłabiona. Pokój ten zakończył III wojnę północną, w której zwycięstwo odniosła armia rosyjska. Na mocy jego postanowień, Szwecja utraciła Ingrię, Karelie, Estonię i Inflanty oraz została zobowiązana do wypłaty reparacji wojennych Rosji. Wydarzenie to uznaje się za kres mocarstwowych aspiracji Szwecji. Zapoczątkowany w tym czasie okres wielkich zmian zakończył się wraz z powstaniem przeciwko Gustawowi III oraz utratą Finlandii i Wysp Alandzkich w 1809 roku. Datę tę można uznać za kres wojowniczości i ekspansji, które dominowały w polityce Szwecji od czasów wikingów. Od tej pory Szwecja wkroczyła na drogę pokoju. Polityka neutralności jest konsekwentnie realizowana do czasów współczesnych.
W XIX w. utrwaliły się w Szwecji stosunki kapitalistyczne, nastąpił wzrost znaczenia burżuazji i liberalizmu mieszczańskiego. Przeprowadzono wiele reform wewnętrznych, również w sferze samorządu terytorialnego. W wyniku zmian przeprowadzonych w 1807 i 1843 r. samorządy lokalne wsi uzyskały w miarę jednolitą postać, natomiast formy samorządów miejskich zostały uregulowane przez odrębne dla każdego miasta akty wewnętrzne. Momentem przełomowym w historii szwedzkiego samorządu terytorialnego był rok 1862. W tym czasie weszło w życie zarządzenie o samorządach lokalnych. Na jego mocy w granicach parafii utworzono okręgi gminne. Powstał także samorząd na szczeblu okręgu. Efektem reformy było utworzenie 2498 gmin oraz 25 okręgów. Intensywny rozwój gospodarczy Szwecji w XX wieku sprawił, że niewielkie i jednocześnie bardzo liczne gminy nie były w stanie sprostać nowym, coraz bardziej złożonym zadaniom. Z tego względu w II poł. XX wieku przeprowadzono kilka reform scalających. W wyniku reformy z 1952 r. liczbę gmin zredukowano do 1037, natomiast po reformie z lat 1962–1974 zostało ich 278.

## Gmina
Szczebel podstawowy tworzą 288 gmin, które pokrywają cały obszar państwa. Zazwyczaj są to jednostki duże, liczą one średnio ponad 29 000 mieszkańców i zajmują przeciętnie obszar o powierzchni 1444,9 km². Gminy są bardzo zróżnicowane pod względem powierzchni, jak i liczby ludności. Największą gminą jest Kiruna na północy kraju, o powierzchni zaledwie 20 000 km². Natomiast najmniejsza to Sundbyberg o powierzchni zaledwie 9 km². Gminą największą liczebnie jest Sztokholm, którego liczba mieszkańców wynosi 730 000 osób. Podstawową strukturę gminy tworzy: rada gminy (organ uchwałodawczy), komisja centralna, pozostałe komisje oraz administracja zawodowa.
W Szwecji występują cztery rodzaje gmin:
- świeckie gminy prymarne
- świeckie gminy sekundarne
- parafie kościelne

- diecezje

Gminy świeckie i kościelne mogą tworzyć wspólne organy, stowarzyszenia gmin lub kościelne wspólnoty.
Gminy mają duży zakres odpowiedzialności związany z planowaniem, utrzymaniem i ochroną środowiska, służbami ratowniczymi, obroną cywilną i komunikacją, a także działalnością rekreacyjną i kulturalną.

### Rada gminy
Rada gminy pochodzi z wyborów powszechnych i bezpośrednich. Kadencja trwa cztery lata. Prawo wyborcze ma każdy pełnoletni mieszkaniec gminy, zarówno obywatel Szwecji, jak i innego państwa Unii Europejskiej oraz Norwegii i Islandii. Rada sama ustala ilość swoich członków. Prawo państwowe określa tylko minimalną ich liczbę. Wybierani są także zastępcy członków rady, w ilości nie większej niż połowa składu rady gminy. Zastępca członka rady jest instytucją specyficzną szwedzkiego prawa komunalnego. Przejmuje on wszystkie prawa i obowiązki radnego, jeśli on sam nie może wziąć udziału w sesji. Rada wybiera ze swego składu przewodniczącego oraz jednego lub dwóch zastępców. Powołuje ona członków wszystkich komisji, kierowników przedsiębiorstw komunalnych, członków wielu organów państwowych zgodnie ze szczegółowymi przepisami.
Rada gminy musi obowiązkowo powołać komisje: wykonawczą, wyborczą, zarządzania kryzysowego, komendanta lub komendanturę straży oraz audytorów. Ponadto powoływane są komisje zadaniowe, zajmujące się konkretnym zakresem administracji lokalnej, którym podlega zawodowy aparat urzędniczy. Ilość i zakres działania powoływanych komisji zależy od decyzji rady. Do najczęściej występujących należą komisje: edukacji, kultury i rekreacji, środowiska, spraw socjalnych. W wielu gminach powoływane są komisje łączące kompetencje z kilku obszarów zadań. Komisje zadaniowe wykonują swe zadania samodzielnie w powierzonym im zakresie i podlegają tylko nadzorowi ze strony komisji wykonawczej oraz rady gminy.

## Okręgi
Drugim obowiązkowym szczeblem organizacji samorządowej w Szwecji jest okręg (landstingskommuner), w literaturze nazywany także hrabstwem. Jego organizacja jest bardzo podobna do organizacji gminy. Występuje również rada okręgu wybierana w wyborach bezpośrednich. Wybiera spośród siebie komisję wykonawczą i inne komisje zgodnie z potrzebami. Do zadań samorządu okręgowego należą:
- obowiązkowe: opieka zdrowotna, opieka dentystyczna dla osób do lat 20;
- dobrowolne: kultura, edukacja, turystyka;
- wspólne z gminami: transport publiczny.

Źródła finansowania są podobne jak dla gmin, mają swój udział w podatkach, uczestniczą w systemie wyrównawczym oraz mogą otrzymywać granty rządowe związane ze specjalnymi zadaniami powierzonymi okręgom.

## Wybór organów
Od roku 1970 wybory do parlamentu, rad wojewódzkich i rad gminnych odbywają się tego samego dnia, w trzecią niedzielę września, co 4 lata. Czynne prawo wyborcze przysługuje osobom zameldowanym na terenie danej gminy, które najpóźniej w dniu wyborów ukończyły 18 lat i są zarejestrowane w spisie wyborców. Od 1976 r. prawo do głosowania mają także cudzoziemcy, jeśli posiadają meldunek od 1 listopada, co najmniej trzy lata przed dniem głosowania. Prawo bierne przysługuje tym, którzy posiadają prawo czynne (z wyjątkiem osób zatrudnionych na kierowniczych stanowiskach w tym urzędzie samorządowym, do którego odbywają się wybory). Dla potrzeb wyborów kraj dzieli się na okręgi wyborcze. W okręgu określona liczba mandatów jest dzielona między konkurujące ze sobą partie. Do wyborów samorządowych i parlamentarnych wytycza się różne okręgi wyborcze. Podział mandatów odbywa się na zasadzie proporcjonalności. Stosuje się przy tym klauzulę zaporową, która wynosi 3%. Wymóg ten nie obowiązuje przy wyborach do samorządów gminnych. Ponadto od 1998 r. głosujący mają możliwość w ramach głosowania na listy partyjne oddawanie głosu imiennego. Jednak ten sposób głosowania nie cieszy się szczególną popularnością wśród szwedzkich wyborców. Szwedzi dość chętnie biorą udział w wyborach. W latach 70. ponad 90% obywateli głosowało, pod koniec lat 80. odsetek ten spadł do ok. 85%. W latach 90 współczynnik ten utrzymywał się na poziomie niecałych 80%. Jednak zanotować należy duże różnice we frekwencji między poszczególnymi gminami, które wahają się od 60 do 87%. Kolejną tendencją, którą można zaobserwować to regionalizacja partii politycznych. Np. Moderata samlingspartiet cieszy się poparciem mieszkańców gmin bogatszych, Centerpartiet jest najpopularniejsza na obszarach słabo zaludnionych, a Socialdemkraterna – w gminach o wyższym poziomie industrializacji w centrum i na północy kraju.

### Organy uchwałodawcze
Organem decyzyjnym samorządów gminnych i okręgów jest rada, którą tworzą przedstawiciele wybierani w wyborach bezpośrednich. O liczbie członków rady decyduje liczba uprawnionych do głosowania w danej gminie lub okręgu, ale jest to jedynie ustawowe minimum. Gmina lub okręg mogą ustalić większą liczbę członków rady niż wymagane minimum. Od 1970 r. wybory do parlamentu, rad gminnych odbywają się tego samego dnia, w trzecią niedzielę września, co 4 lata. Jedynie rady samorządów gminnych wybierane są bezpośrednio przez obywateli. Członków zarządu i komisji powołuje rada. W praktyce obowiązuje zasada proporcjonalnego podziału miejsc pomiędzy partie, co sprawia, że w komisjach jest na ogół taki sam układ partyjny co w radzie. Osoby zameldowane i zarejestrowane w spisie wyborców w danej gminie mają czynne prawo wyborcze i mogą pełnić funkcją radnych, jeśli najpóźniej w dniu wyborów ukończą 18 lat. Osobom nie posiadającym obywatelstwa szwedzkiego przysługuje czynne prawo wyborcze, jeśli co najmniej trzy lata są zameldowane na terenie Szwecji. Szwecja daje więc duże uprawnienia cudzoziemcom w wyborach do samorządów lokalnych. Podział mandatów jest proporcjonalny. W wyborach do rady okręgowej obowiązuje 3% próg wyborczy. W porównaniu z innymi państwami udział Szwedów w wyborach powszechnych jest duży. W latach 1988 i 1994 w wyborach gminnych i okręgowych uczestniczyło około 84% uprawnionych do głosowania. W 1998 roku frekwencja wyniosła 78%. Duże były różnice frekwencji pomiędzy gminami, wahały się od 60 do 87%.
Zgodnie z ustawą samorządową do obowiązków wybranych przedstawicieli należy przede wszystkim udział w posiedzeniach organów gminy i podejmowanie decyzji. Radni gminy i okręgów nie mają żadnego szczególnego statusu prawnego. Wybrani przedstawiciele mają prawo do zwolnień z pracy na rzecz obowiązków wypływających z zadań samorządowych oraz prawo do rekompensaty za utratę zarobku w macierzystym zakładzie pracy. Ponadto rada przyznaje im z reguły wynagrodzenie, zwrot kosztów podróży itp. na zasadzie dobrowolności. Każdy członek rady ma prawo zgłaszania wniosków, wnoszenia interpelacji lub zapytań. Żaden polityk nie może być pozbawiony tych uprawnień, ale w praktyce mogą je ograniczyć zasady dyscypliny partyjnej.
W skład rady oprócz radnych wchodzą ich zastępcy. Liczbę zastępców radnych określa sama rada, liczba ta nie może jednak przekroczyć połowy składu rady gminy. Zgodnie z prawem wyborczym każda partia wyborcza, która uzyskała miejsce w radzie, otrzymuje również mandaty zastępców radnych w liczbie wynoszącej połowę uzyskanych miejsc w radzie. Instytucja zastępcy radnego jest specyficzną cechą szwedzkiego prawa komunalnego. W przypadku, gdy radny nie może wziąć udziału w sesji rady, na jego miejsce występuje zastępca. Zastępca podejmujący czynności za radnego podejmuje wszystkie jego prawa i obowiązki. Rada wybiera ze swego grona przewodniczącego oraz jednego lub dwóch zastępców. Do czasu wyboru przewodniczącego obrady rady prowadzi radny z najdłuższym stażem. Wybór przewodniczącego dokonywany jest na czas określony przez radę gminy, zazwyczaj jest to jednak okres równy kadencji rady. Przewodniczący kieruje pracami rady, zwołuje sesje po ich uprzednim przygotowaniu oraz przewodniczy im. Jest on organem reprezentującym radę na zewnątrz, choć prawo nie traktuje go jako przedstawiciela ustawowego rady.
Konstytucja Szwecji nie określa dokładnego podziału kompetencji między organy państwowe i jednostki samorządu lokalnego. Za ustalanie zakresu obowiązków w formie ustawy na poszczególnych szczeblach administracji odpowiada parlament. O wykonywaniu zadań dodatkowych decydują władze i mieszkańcy danej jednostki samorządowej. Zadania, jakie mają być realizowane na szczeblu gminy określają ustawy regulujące różne dziedziny życia. Najistotniejsze z nich zawarte są w: Ustawie o świadczeniach socjalnych z 2001 r. (Socialtjänstlag), Ustawie o usługach medycznych z 1982 r.(Hälso- och sjukvårdslag), Ustawie o ochronie zdrowia i środowiska z 1998 r. (Förordning om miljöfarlig verksamhet och hälsoskydd), Prawie szkolnym z 2010 roku (Skollag).
Rada gminy decyduje o sprawach dla gminy zasadniczych. W szczególności dotyczy to kwestii: finansowych, gospodarczych, organizacyjnych, planowania przestrzennego i stanowienia prawa miejscowego. Oprócz tego rada gminy sprawuje funkcje opinio-doradcze. Kolejne kompetencje rady wynikają z przyznanego gminie władztwa osobowego. Rada powołuje członków licznych organów gminy, w tym członków i zastępców wszystkich komisji, ich prezydiów, kierowników przedsiębiorstw komunalnych oraz fundacji. Rada uchwala budżet, określa wysokość podatków, rozstrzyga kwestie finansowe, decyduje o liczbie komisji, ich strukturze i formach działania, wyłania członków komisji, wybiera rewizorów, ustala zasady honorowania wybranych przedstawicieli, przyjmuje roczne sprawozdania z działalności finansowej i udziela bądź nie udziela absolutorium. Postanowienia rady w tych sprawach nie podlegają kontroli państwa, mogą być natomiast weryfikowane w sądach administracyjnych, jeśli członkowie wniosą odwołanie. Ten system zapewnia gminom dużą samodzielność.
Gminy podejmują aktywność w zakresie: kultury, rekreacji i wypoczynku, dostarczania energii, utrzymania ulic, usług o charakterze technicznym. Dodatkowo ponoszą one odpowiedzialność za system edukacji, z wyjątkiem szkolnictwa wyższego. Prowadzą przedszkola, dziewięcioletnie szkoły podstawowe w których odbywa się trójstopniowa edukacja dzieci w wieku od 7 do 16 lat, szkoły ponadpodstawowe oraz szkolnictwo specjalne w zakres którego wchodzą m.in.: szkoły dla osób niepełnosprawnych, dorosłych czy imigrantów. Zadania gmin z zakresu narodowego systemu edukacji dzieci i młodzieży oraz narodowego systemu edukacji dorosłych precyzuje wspomniana Ustawa szkolna.
W ramach świadczenia usług socjalnych gminy zapewniają mieszkańcom usługi określone w Ustawie o świadczeniach socjalnych. Należą do nich: opieka nad dziećmi, starszymi, niepełnosprawnymi, a także specjalne świadczenia rodzinne. Gminy dostarczają mieszkania i całodobową opiekę dla osób starszych oraz dla osób niepełnosprawnych. Wspierają finansowo osoby w trudnej sytuacji materialnej. Istotną rzeczą jest że, w obszarze opieki socjalnej gminy posiadają dużą swobodę – mogą projektować programy zgodnie z lokalnymi potrzebami i celami określonymi w ustawie.
Gminy zajmują się również planowaniem zagospodarowania terenu, co wiąże się z tym, że odpowiadają za budownictwo mieszkaniowe, szkoły, umiejscowienie zakładów przemysłowych, projektowanie ulic, czy utrzymanie zieleni miejskiej. Część zadań zlokalizowanych na szczeblu gminy dotyczy ochrony środowiska i zdrowia jej mieszkańców, z czym wiąże się eliminowanie warunków szkodliwych dla człowieka oraz zapobieganie chorobom. Jest to ważny obszar działalności, do którego Szwedzi przywiązują dużą wagę. Dbałość o stan środowiska w Szwecji stoi na bardzo wysokim poziomie, o czym świadczy chociażby 90-procentowy wskaźnik recyklingu odpadów. Zadania związane z ochroną środowiska realizowane są z reguły poprzez działalność specjalnej komisji, która bada m.in.: jakość wody pitnej, poziom zanieczyszczenia środowiska, warunki higieniczne w sklepach, restauracjach, miejscach użyteczności publicznej. Przedsiębiorstwa gminne odbierają odpady komunalne, prowadzą oczyszczalnie ścieków i dbają o czystość ulic.
Na gminie spoczywa ciężar ochrony przeciwpożarowej, obrony cywilnej oraz planowania awaryjnego na jej terytorium. Utrzymują służby ratownicze wchodzące w skład obrony cywilnej, podlegające bezpośrednio straży pożarnej.
Sesje rady gminy są z reguły otwarte dla wszystkich.
Rada może przekazać prawo podejmowania decyzji zarządowi lub komisjom. Rada wyznacza cele i nakreśla wytyczne, a komisje składają sprawozdania z ich realizacji.
Rada jest zobowiązana do ustalania zasad zarządzania funduszami gminy. Chodzi o reguły ich lokowania i zaciągania pożyczek. Budżet gminy uchwala się na rok. Z budżetu powinien wynikać sposób finansowania wydatków i szacowania sytuacji finansowej pod koniec roku budżetowego. W uzupełnieniu powinien się znaleźć plan finansowy na okres trzech lat. Te dokumenty łącznie z bilansem końcowym za rok poprzedni, mają stanowić podstawę planowania finansów gminy tak, by gminy mogły sprostać wymaganiom dobrej gospodarki finansowej. Majątku gminy nie można zastawiać. Gmina nie może być postawiona w stan upadłości. W 1979 roku zniesiono kontrolę państwa nad zaciąganymi przez samorządy gminne pożyczkami. Mogą one zaciągać pożyczki jedynie na rzecz działalności pozostającej w kompetencjach gminy.
Wszystkim członkom gminy przysługuje prawo apelacji. Prawo to traktuje się jako formę kontroli obywateli nad legalnością decyzji podejmowanych przez samorządy gminne. Jeśli sąd uzna decyzję za niezgodną z prawem, zostanie ona uchylona. Sąd nie może wpływać na treść postanowień, ponieważ byłoby to sprzeczne z zasadą samorządności gminy.

### Organy wykonawcze
Za rząd gminy uznaje się w praktyce „komisję główną” zwaną także zarządem (ma to także zastosowanie na szczeblu ponadgminnym). Jest to jednocześnie komisja, która ma nadrzędną pozycję nad innymi. To jej podporządkowane są inne komisje, sprawuje wobec nich funkcje kierownicze i koordynacyjne. Zgodnie ze szwedzką ustawą zasadniczą prawo podejmowania decyzji na szczeblu gmin znajduje się w rękach wybieralnych zgromadzeń. Stwierdzenie to ma zasadnicze znaczenie dla podziału zadań między radę i komisję. Zarząd śledzi te sprawy, które mogą mieć wpływ na rozwój gminy i jej sytuację ekonomiczną, przygotowuje projekt budżetu i dokonuje koniecznych weryfikacji propozycji budżetowych poszczególnych komisji. Poza tymi, do głównych zadań komisji głównej zaliczyć należy (za Dolnickim):
- przygotowywanie spraw zleconych przez radę oraz wykonywanie jej uchwał
- zarządzanie majątkiem i kierowanie gospodarką gminy, o ile kwestie te nie zostały powierzone innej komisji
- prowadzenie gospodarki finansowej gminy
- występowanie w procesach w imieniu gminy
- sprawowanie nadzoru nad działalnością innych komisji i zaciąganie wszystkich niezbędnych w tym zakresie informacji
- ułatwianie kontaktów obywateli z organami gminy
- prowadzenie dokumentacji i archiwum gminnego
- dodatkowe zadania wynikające ze szczegółowych przepisów prawa
- ponadto wśród zadań zarządu wyróżnić można np. zarządzanie nieruchomościami, sprawy personalne czy służby ratownicze.

Mandat członka zarządu wynosi tyle, ile mandat rady gminy, gdyż to ona dokonuje wyboru członków zarządu, podobnie jak do niej należy ustalanie liczebności zarządu. Najczęściej nowo wybrany zarząd rozpoczyna urzędowanie 1 stycznia (a wybory odbywają się we wrześniu), ale decyzją gminy lub prowincji można to przyspieszyć. Skład tej komisji to minimum 5 członków i 5 zastępców, których zawsze musi być tyle ile członków podstawowych. Na ogół zarząd liczy 11-15 członków. Ze swego składu zarząd wyłania prezydium (przewodniczący i 1 lub 2 zastępców). Pełni ono zazwyczaj funkcje organizacyjne, ale może również na mocy upoważnienia rady podpisywać w imieniu gminy umowy. Członkowie zarządu zajmują często pozycje przewodniczących komisji resortowych o węzłowym znaczeniu dla gminy. Zauważyć należy, że komisja główna przejmuje coraz więcej kompetencji rady gminy i w strukturze organów gminnych wysuwa się na pozycję nadrzędną.

## Organizacja
Centralną pozycję w gminie posiada tzw. komisja główna, której podporządkowane są wszelkie pozostałe komisje gminy. Komisja główna sprawuje wobec nich funkcje kierownicze i koordynacyjne, toteż często określana jest mianem „rządu gminnego”.
Nowa ustawa o samorządzie terytorialnym daje gminom i okręgom dużą swobodę w kształtowaniu organów samorządowych. Wykorzystują ją w dużym zakresie, toteż struktury organizacyjne poszczególnych gmin i okręgów znacznie się między sobą różnią.
Istnieją trzy podstawowe modele udziału wybranych przedstawicieli w administrowaniu gminą:
- model sektorowy
- model terytorialny
- model funkcjonalny

W modelu sektorowym (tradycyjnym) wybrani przedstawiciele grupują się w komisjach odpowiedzialnych za określone obszary działania. Do roku 1992 wszystkie gminy musiały powołać komisje do spraw socjalnych, oświaty, planowania i budownictwa oraz ochrony środowiska i zdrowia. Coraz częściej komisje łączą się w zespoły o podobnym celu działalności, inne zaś dzielą się dla większej specjalizacji zadań. Np. zamiast jednej komisji do spraw socjalnych powołuje się osobne komisje z myślą o osobach starszych, o opiece nad niepełnosprawnymi, nad jednostką i rodziną. Coraz powszechniej tworzy się komisje adresowane do dzieci i młodzieży, które przejmują obowiązki dotychczasowych kuratoriów oświaty i komisji do spraw socjalnych.
W latach 80. w wielu gminach wprowadzono model terytorialny. Działalność zgrupowano w komisjach i zarządach odpowiedzialnych za wydzielony obszar gminy. W ostatnich latach odchodzi się od tego modelu.
W ostatnich latach coraz powszechniejszy stała się model funkcjonalny, który oddziela funkcję zamówień od funkcji administracyjnej.
W latach 90. prowadzono ożywioną dyskusję nad rolą rady w strukturze organizacyjnej gminy. Mimo zgłoszenia licznych propozycji mających na celu ożywienie form pracy rady niewiele się w praktyce zmieniło. Rada gminy jawi się jako instytucja coraz bardziej stabilna. Dużo gmin i okręgów próbuje usprawnić działalność, redukując liczbę poziomów decyzyjnych.

## Sytuacja ekonomiczna gmin i okręgów
Gmina lub okręg teoretycznie może uzyskać dochody z następujących źródeł:
- podatki własne;
- podatki wyrównawcze,
- ogólna dotacja państwowa,
- dotacja państwowa celowa,
- opłaty i składki,
- dochody ze sprzedaży,
- pożyczki.

W dużym stopniu szwedzkie gminy uzyskują dochody z własnych podatków. Mogą wpływać na ich wysokość, określając ich pułap.
Wpływy gmin i okręgów z podatków mogą pochodzić ze źródeł własnych lub z dotacji państwa. Mogą się na nie składać różne rodzaje podatków np. podatek od dochodu, od kapitału. Od roku 1992 dotacje państwa dla gmin stanowiły zaledwie 10% wszystkich dotacji. Miały one na celu wyrównanie różnic pomiędzy podstawami podatkowymi i rozdziałem wydatków w poszczególnych gminach.
W Szwecji panuje ogólna zgodność co do tego, że system, który zasadza się na dużej odpowiedzialności szczebla lokalnego za działalność finansowaną publicznie, musi być powiązany z jednolitym systemem obowiązującym we wszystkich gminach. Rozbieżność stanowisk dotyczy stopnia ujednolicenia, jego zakresu oraz metod dochodzenia do celu.

## Kontrola w gminach i okręgach
Ustawa o samorządzie terytorialnym zawiera dodatkowo serię różnych przepisów służących przeciwdziałaniu korupcji oraz nadużyciom władzy. Stosunkowo duża samodzielność szwedzkich jednostek samorządowych doprowadziła do wykształcenia się pewnych typowych instytucji kontrolnych, niezależnych od rządu (w szerokim tego słowa znaczeniu). Ustawa o samorządzie terytorialnym nakłada na gminy obowiązek powoływania wewnętrznych rewizorów (rozdz. III art. 8 oraz rozdz. IX), w liczbie co najmniej 3. Są oni wybierani spośród radnych, na okres kadencji władz samorządowych. Ich zadaniem jest kontrola działania zarządów władz najniższego szczebla pod kątem gospodarności i efektywności. Ponadto sporządzają oni na podstawie zebranych dokumentów sporządzenie coroczny raport o stanie finansów w gminie wraz z opinią o udzielenie (lub nie) absolutorium. Jeśli na podstawie sprawozdania absolutorium nie zostanie przez radę gminy udzielone, ma ona prawo odwołać zarząd lub komisje, albo ich poszczególnych członków (art. 25a i 25b rozdz. 534). Na ogół rewizorzy korzystają z usług profesjonalnych firm rewizyjnych. Ograniczenia dotyczą również zakazu łączenia pewnych stanowisk w strukturach gminnych. Bierne prawo wyborcze w wyborach do władz samorządowych nie przysługuje zatrudnionym na kierowniczych stanowiskach w tym urzędzie samorządowym (art.6 rozdz. IV). Kierownik działu należącego do komisji nie może zostać wybrany jako członek albo zastępca tej komisji. Osoba, która jest zobowiązana do złożenia sprawozdania ze swojej działalności przed organem gminy lub okręgów, nie może zostać wybrana jako rewizor albo zastępca rewizora dla sprawy z której ma złożyć sprawozdanie. To samo dotyczy jego najbliższych. Wszystkie szwedzkie gminy są dobrowolnie zrzeszone w Szwedzkim Związku Gmin. Jego celami jest wspieranie i rozwijanie samorządności lokalnej, dbanie o wspólne interesy gmin, propagowanie wspólnych działań i wspomaganie gmin różnymi formami usług oraz pomocą ekspertów. Kongres gmin zbiera się co 4 lata. Na zjeździe wybierany jest zarząd i rewizorzy. Do zarządu wchodzą członkowie partii, które zwyciężyły w ostatnich wyborach samorządowych. Związek może włączyć się w prace ustawodawcze dotyczące działalności samorządów, skupia także pracodawców. Związek zatrudnia przeszło 300 pracowników. Fundusze na swą działalność Związek czerpie ze składek członkowskich oraz z honorariów przekazywanych przez gminy za działalność kształceniową i konsultacje. Swój związek mają także województwa – Szwedzki Związek Województw jest organizacją branżową i pracodawców, w której skład wchodzi 20 samorządów wojewódzkich i Gotlandia. Kongres związku powołuje się w rok po wyborach do samorządów. Także w tym związku funkcję kierowniczą pełni zarząd. Przewodniczący zarządu jest zatrudniony na pełny etat. W kancelarii związku zatrudnionych jest ok. 180 osób. Analogicznie jak w związku gmin, działalność związku województw jest finansowana ze składek członkowskich.

## Demokracja bezpośrednia
Mimo że punktem wyjścia ustawy o samorządzie terytorialnym jest demokracja pośrednia, przedstawicielska, to jednak rada gminy może rozpisać wśród członków gminy referendum o charakterze konsultacyjnym, dokonać badania opinii społecznej lub zastosować inne formy zapoznania się z opinią mieszkańców gminy.O przeprowadzeniu referendum rada gminy decyduje większością głosów. Także ona formułuje pytanie i ustala jak praktycznie zorganizować referendum. Główna kwestia będąca przedmiotem referendum to podział na gminy – ok. 10 gmin podzielono w wyniku referendów. O wszczęciu referendum może również zadecydować inicjatywa obywatelska. Co najmniej 5% uprawnionych do głosowania w danej gminie lub okręgu może zgłosić radzie propozycję zorganizowania referendum w sprawie, która podlega decyzji rady. Zgłoszenie inicjatywy musi mieć formę pisemną. Do tego jeszcze decyzję o rozpisaniu referendum musi podjąć rada. Od 1991 do 1999 roku podjęto ok. 60 inicjatyw. Tylko w jednym przypadku rada wyraziła zgodę na referendum.
Myśl przewodnia daleko posuniętej decentralizacji w Szwecji zasadza się na tym, że samorządy terytorialne stwarzają obywatelom korzystne warunki do przejmowania odpowiedzialności za sprawy lokalne. Jednak, mimo że obywatele mają duże możliwości aktywnego udziału w życiu społecznym i politycznym, to ciągle zmniejsza się zaufanie do instytucji politycznych i polityków. Za to coraz istotniejszą rolę zaczyna odgrywać zaangażowanie w inicjatywy lokalne i np.: działalność lokalnych hal sportowych, przedszkoli czy szkół.